# Indipendenza algebrica
In algebra astratta, un sottoinsieme {\displaystyle S} di un campo {\displaystyle L} si dice algebricamente indipendente su un sottocampo {\displaystyle K} se gli elementi di {\displaystyle S} non soddisfano nessuna equazione polinomiale non banale a coefficienti in  {\displaystyle K}.
Questo significa che per ogni sequenza finita {\displaystyle \alpha _{1},...,\alpha _{n}} di elementi distinti di {\displaystyle S} e per ogni espressione polinomiale {\displaystyle P(x_{1},...,x_{n})} a coefficienti in {\displaystyle K}, si ha:
{\displaystyle P(\alpha _{1},...,\alpha _{n})\neq 0}.
In particolare, un unico elemento {\displaystyle \alpha } è algebricamente indipendente su {\displaystyle K} se e solo se è trascendente in {\displaystyle K}. In generale, tutti gli elementi di un insieme algebricamente indipendente su {\displaystyle K} sono necessariamente trascendenti su {\displaystyle K} stesso anche se questa non è affatto condizione sufficiente.
Per esempio: il sottoinsieme dei numeri reali {\displaystyle \{{\sqrt {\pi }},2\pi +1\}} non è algebricamente indipendente sull'insieme {\displaystyle \mathbb {Q} } dei razionali dal momento che l'espressione polinomiale {\displaystyle P(x_{1},x_{2})=2x_{1}^{2}-x_{2}+1} vale zero se si scelgono {\displaystyle x_{1}={\sqrt {\pi }}} e {\displaystyle x_{2}=2\pi +1}.
Non è noto se l'insieme {π, e} sia algebricamente indipendente su 
{\displaystyle \mathbb {Q} }.
Nel 1996 Yu Nesterenko ha dimostrato l'indipendenza algebrica di {\displaystyle \{\pi ,e^{\pi },\Gamma (1/4)\}} su {\displaystyle \mathbb {Q} }.
Data un'estensione di campi {\displaystyle L/K}, si può utilizzare il lemma di Zorn per dimostrare che esiste sempre un sottosinsieme massimale di {\displaystyle L} algebricamente indipendente su {\displaystyle K}. Inoltre tutti i sottoinsiemi algebricamente indipendenti massimali hanno la stessa cardinalità nota come grado di trascendenza dell'estensione.